# Дамі Ім
Дамі Ім (кор. 임다미, англ. Dami Im; 17 жовтня 1988, Інчхон, Південна Корея) — австралійська співачка та авторка пісень корейського походження, скрипалька. 2016 року представила Австралію на Євробаченні 2016 із піснею «Sound of Silence», де зайняла 2 місце.